# Грамада (Сврљиг)
Грамада код Сврљига, планински превој у западном делу Сврљишких планина, који повезује Нишку и Сврљишку котлину.

## Географија
Грамада је планински превој на западном крају Сврљишких планина, надморске висине 555 м. Овај превој од давнина представља најлакшу саобраћајну везу између Нишке котлине на југу и Сврљишке котлине на северу. Преко Грамаде иде магистрални пут између Ниша и Зајечара, преко Сврљига и Књажевца. Најближа насеља су Врело и Јасеновик (југозападно од Грамаде, у граду Нишу) и Преконога  и Мерџелат (источно од Грамаде, у општини Сврљиг).

## Историја
На превоју Грамада откривени су археолошки остаци малог насеља из 3. века. У периоду од 1833. до 1878. на Грамади се налазио гранични прелаз и погранична караула између Кнежевине Србије и Османског Царства. Као главни пут између Ниша и Књажевца, Грамада је имала велики војно-стратегијски значај у то време: ту су вођене значајне борбе у Српско-турским ратовима (1876-1878) и Тимочкој буни (1883).